# 國立臺灣大學農產品展示中心
國立臺灣大學農產品展示中心，由國立臺灣大學生物資源暨農學院附設農業試驗場（臺大農場）經營，販售臺大農場之農產品及各地農會之農特產品。

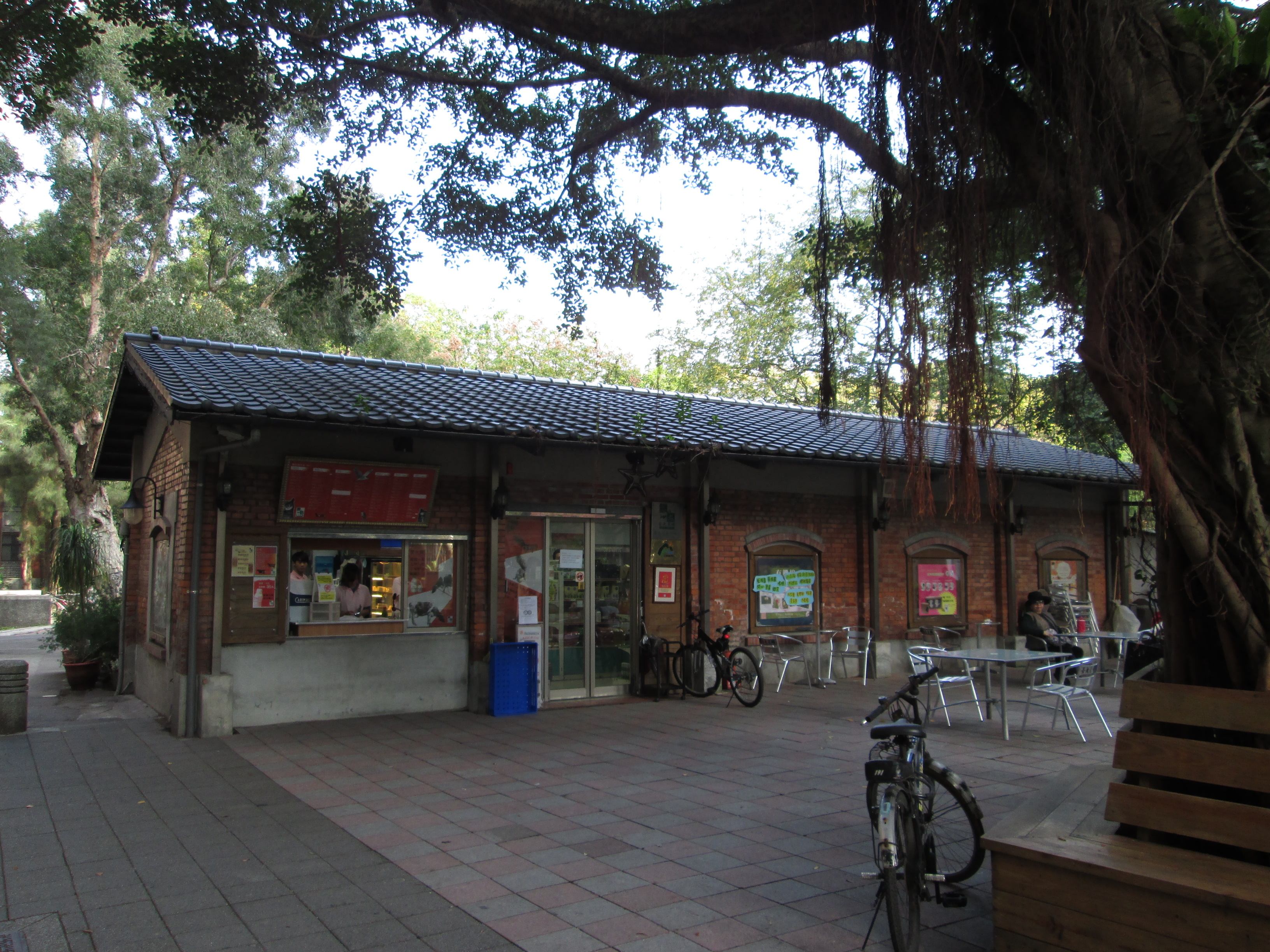
農產品展示中心

## 概況
農產品展示中心販賣臺大農場的產品，包含乳製品、冰品、肉製品、麵包、園藝產品、農藝產品，其中牛乳備受歡迎，吸引不少民眾排隊購買，此外也有賣臺灣各地農會、產銷班農產製品，也有咖啡、奶茶、花茶等飲品。展示中心外有些許座椅，可供休息與用餐。
除了農產品展示中心之外，在農業陳列館以及對面的新月台也有販賣臺大農場產品。

## 位置
農產品展示中心位於鹿鳴廣場邊緣、共同教學館東側，是一棟一層樓建築。

## 歷史
1959年4月，臺大農業試驗場員工福利社及福利社成立，在福利社（今行政大樓第一會議室）販賣，此福利社在成立員生消費合作社後被併入。
1980年，在現今地點設立產品展示中心，對外營業。而後為了因應《勞動基準法》施行及人事精簡並永續發展經營，1998年9月1日起由臺大農資行承包。
2003年9月，臺大農場收回自營農產品展示中心，2005年10月在新月台成立第二農產品展示中心。
2012年2月，在農業陳列館一樓設立一咖啡館，也賣有臺大農場產品。

## 外部連結
- 國立臺灣大學生物資源暨農學院 （页面存档备份，存于）